# 세가지 소원 (Wish Tree)
〈세가지 소원 (Wish Tree)〉은 대한민국의 음악 그룹 레드벨벳의 노래로, 2015년 12월 18일 발매되었다.